# Station Stoneleigh
Stoneleigh is een spoorwegstation van National Rail in Epsom and Ewell in Engeland. Het station is eigendom van Network Rail en wordt beheerd door South Western Railway. 